# 圆明园路

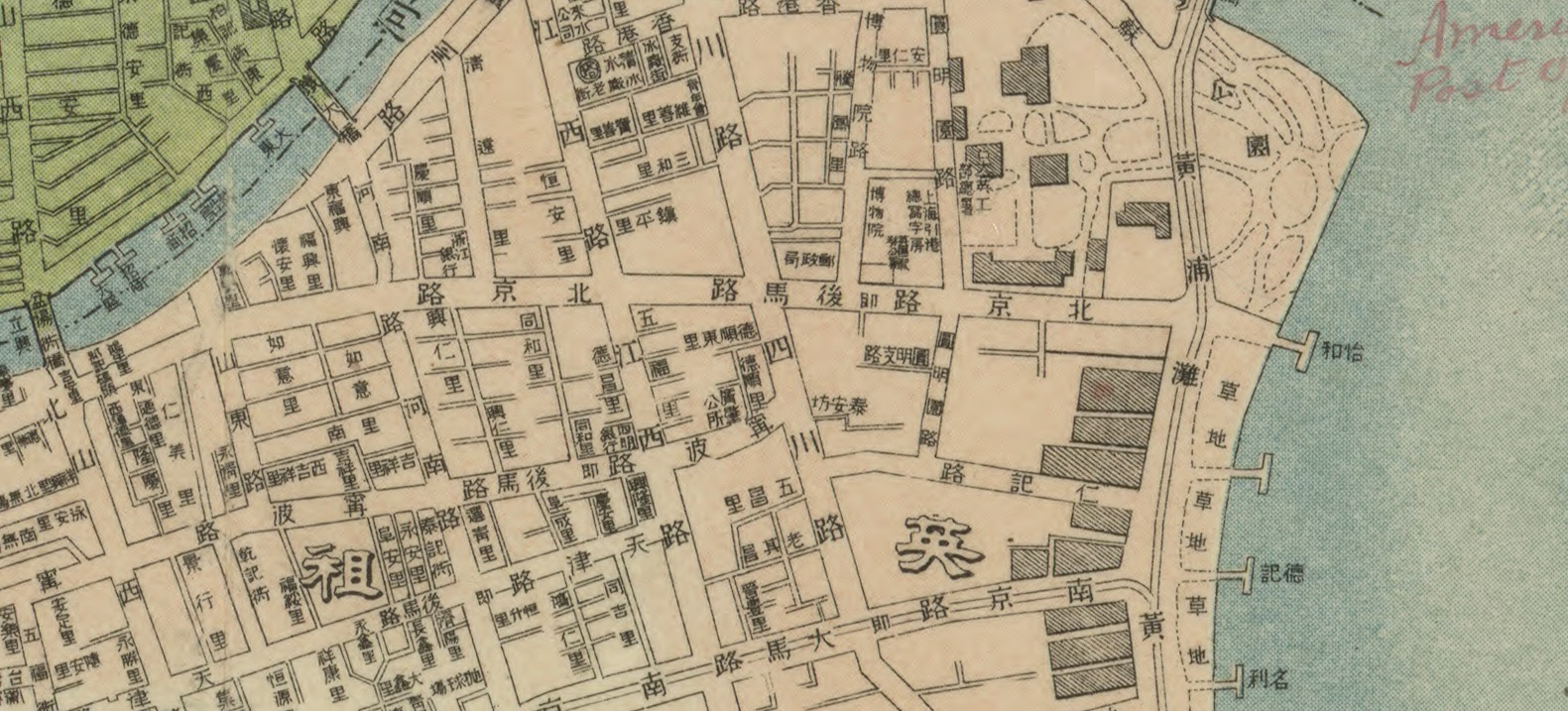
1913年（民国二年六月），在上海商务印书馆出版《实测上海城厢租借图》上的圆明园位置

圆明园路是位于中国上海市黄浦区的一条南北向道路，南起滇池路（租界时代名为仁记路），北至苏州路，全长462米。1860年代，由上海公共租界工部局修筑此路。现在圆明园路已被开辟成了步行街，属于外滩源区域中洛克·外滩源项目的一部分。

## 交汇道路（南向北）
- 滇池路
- 北京东路
- 香港路
- 南蘇州路

## 沿路近代建筑
- 97号    安培洋行
- 133号   中华基督教女青年会大楼
- 185号   兰心大楼
- 209号   真光大楼